# Флоренн (авіабаза)
Авіаційна база Флоренн (також — авіабаза Жан-Оффенберг, фр. Base Aérienne de Florennes) — складова частина бельгійського повітряного компоненту.
Розташована в окрузі Філіпвілль провінції Намюр на півдні країни. Тут базуються 1-ша і 350-та винищувальні ескадрильї, озброєні літаками F-16. Командувач — полковник Венсан Маньє.

## Історія
Аеродром поблизу Флоренна почали будувати для «Люфтваффе» у 1942-му; станом на середину 1944, коли союзники проводили численні бомбардування авіабази, роботи ще не були повністю завершені. 1947 року аеродром перейшов у власність ВПС, там створили 161-ше винищувальне крило на Supermarine Spitfire. 1951-го базу перевели на F-84E Thunderjet, які за чотири роки замінили F-84F Thunderstreak, 1970 — Mirage 5, а 1988 року база отримала F-16.

## Сучасність
2018 року унаслідок «дружнього вогню» (техперсонал випадково запустив авіаційну гармату і влучив у бензобак сусіднього літака) було повністю знищено один і ушкоджено два місцевих F-16.
Наприкінці лютого 2025 року до Флоренна надійшли чотири симулятори польоту для підготовки майбутніх пілотів F-35; перепідготовка льотчиків почалася 2023-го на авіабазі Люк в Аризоні, а поставки винищувачів заплановані на 2025 рік.

### Російсько-українська війна
Персонал авіабази брав участь у підготовці пілотів та наземного персоналу українських ВПС для F-16.